# Zelowan similis
Zelowan similis Murphy & Russell-Smith, 2010 è un ragno appartenente alla famiglia Gnaphosidae.

## Etimologia
Il nome della specie deriva dal latino similis, cioè somigliante, simile, in riferimento alla rassomiglianza dell'epigino femminile con quello di Z. mammosa.

## Caratteristiche
L'olotipo femminile rinvenuto ha lunghezza totale è di 3,75mm; la lunghezza del cefalotorace è di 1,24mm; e la larghezza è di 0,92mm.

## Distribuzione
La specie è stata reperita nel Congo occidentale: l'olotipo femminile è stato rinvenuto a Ndjili, località nei pressi di Kinshasa.

## Tassonomia
Al 2016 non sono note sottospecie e dal 2010 non sono stati esaminati nuovi esemplari.